# Fresnes-au-Mont
Fresnes-au-Mont – miejscowość i gmina we Francji, w regionie Grand Est, w departamencie Moza.
Według danych na rok 1990 gminę zamieszkiwało 110 osób, a gęstość zaludnienia wynosiła 7 osób/km² (wśród 2335 gmin Lotaryngii Fresnes-au-Mont plasuje się na 935. miejscu pod względem liczby ludności, natomiast pod względem powierzchni na miejscu 310.).